# Botswana Television
Botswana Television, nota anche con l'acronimo BTV o come Botswana TV, è l'ente televisivo pubblico del Botswana. Trasmette dalla capitale Gaborone in inglese.

## Storia
Il Botswana fu dotato della prima stazione radiofonica nel 1965, quando faceva ancora parte dell'Impero britannico come Protettorato del Bechuanaland; la radio si chiamava Radio Bechuanaland.
Un anno dopo il Paese ottenne l'indipendenza ma la sua grande povertà determinò un forte ritardo nella creazione delle infrastrutture televisive.
BTV, l'ente televisivo di Stato, iniziò le proprie trasmissioni il 31 luglio 2000 in seguito a una decisione del governo del 1997.
Al momento del lancio proponeva 8 ore di programmazione giornaliera durante la settimana e 10 ore nel fine settimana; il programma per bambini Mantlwaneng era tra le trasmissioni di punta: i bambini protagonisti, Marang Molosiwa, Rea Kopi, Phenyo Mogampane e StaXx, divennero infatti presto popolari in Botswana.
Botswana Television ha debuttato con la sua nuova offerta di canali digitali il 2 ottobre 2022, in contemporanea allo spegnimento del segnale analogico nel Paese. I canali che fanno parte del suo bouquet sono BTV 1 (intrattenimento), BTV 2 (cultura e programmi didattici), BTV News (informazione) e Now! Channel (programmi per i giovani).
Tra i programmi autoprodotti più noti ci sono Pula Power, Flava Dome e Mokaragana, incentrati sulla musica popolare locale, e la serie televisiva Pelokgale, che ha come argomento la violenza di genere. I notiziari vanno in onda quotidianamente.
BTV è la prima emittente in Africa e la seconda nel mondo dopo la britannica ITN (Independent Television News) ad avere usato esclusivamente la tecnologia digitale. Il suo segnale, oltre che via terrestre, è diffuso anche via satellite in gran parte dell'Africa meridionale.

## Servizi

### Televisione
| Nome         | Sede     | Тipo                          | Lancio | Lingua  |
| ------------ | -------- | ----------------------------- | ------ | ------- |
| BTV 1        | Gaborone | generalista                   | 2000   | inglese |
| BTV 2        | Gaborone | cultura e programmi didattici |        | inglese |
| BTV News     | Gaborone | informazione                  |        | inglese |
| Now! Channel | Gaborone | programmi per giovani         |        | inglese |

## Programmi
- Pula Power, programma musicale
- Flava Dome, programma musicale
- Mokaragana, programma musicale
- Pelokgale, serie televisiva
- Mantlwaneng, programma per bambini

## Ricezione

### Terrestre
Botswana Television trasmette in standard DVB-T HD.

### Satellite[12]
| Satellite          | Intelsat 20  | Intelsat 36  | SES 5        |
| Posizione orbitale | 68.5° E      | 68.5° E      | 5.0° E       |
| Canali             | BTV 1, BTV 2 | BTV 1, BTV 2 | BTV 1, BTV 2 |
| Frequenza          | 12634 V      | 11888 V      | 11862 V      |
| SR                 | 16170        | 30000        | 27500        |
| FEC                | 5/6          | 5/6          | 3/4          |
| Modulazione        | QPSK         |              | QPSK         |

### Streaming
Botswana Television in streaming Archiviato il 29 novembre 2001 in Internet Archive.